# Jüdischer Friedhof Deutsch-Wagram

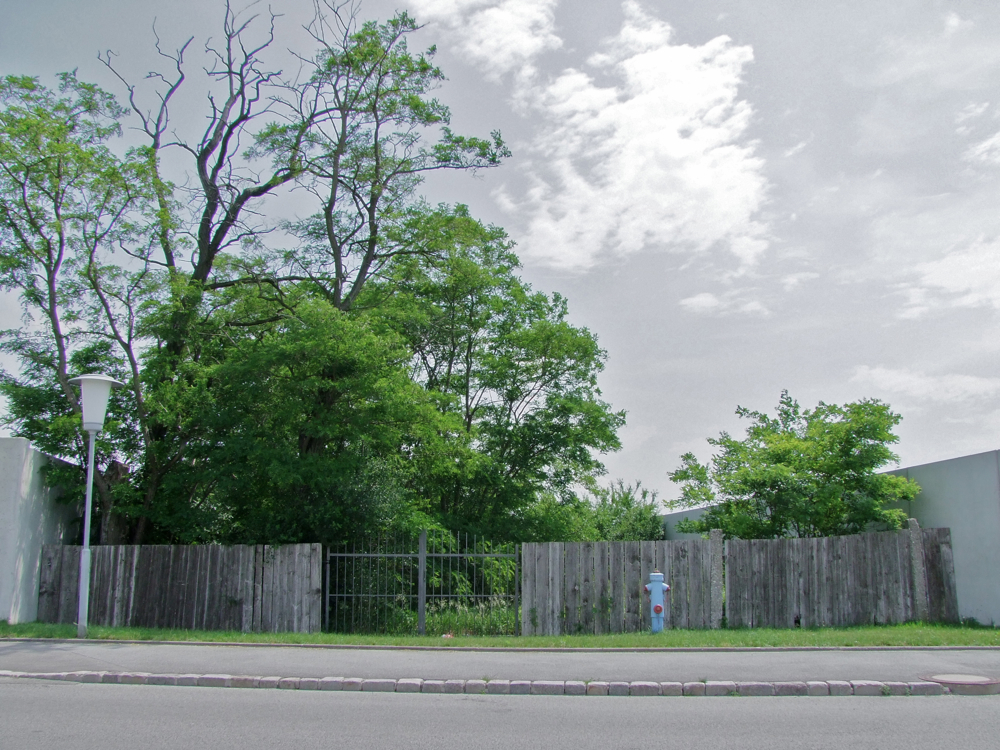
Jüdischer Friedhof in Deutsch-Wagram (2011)

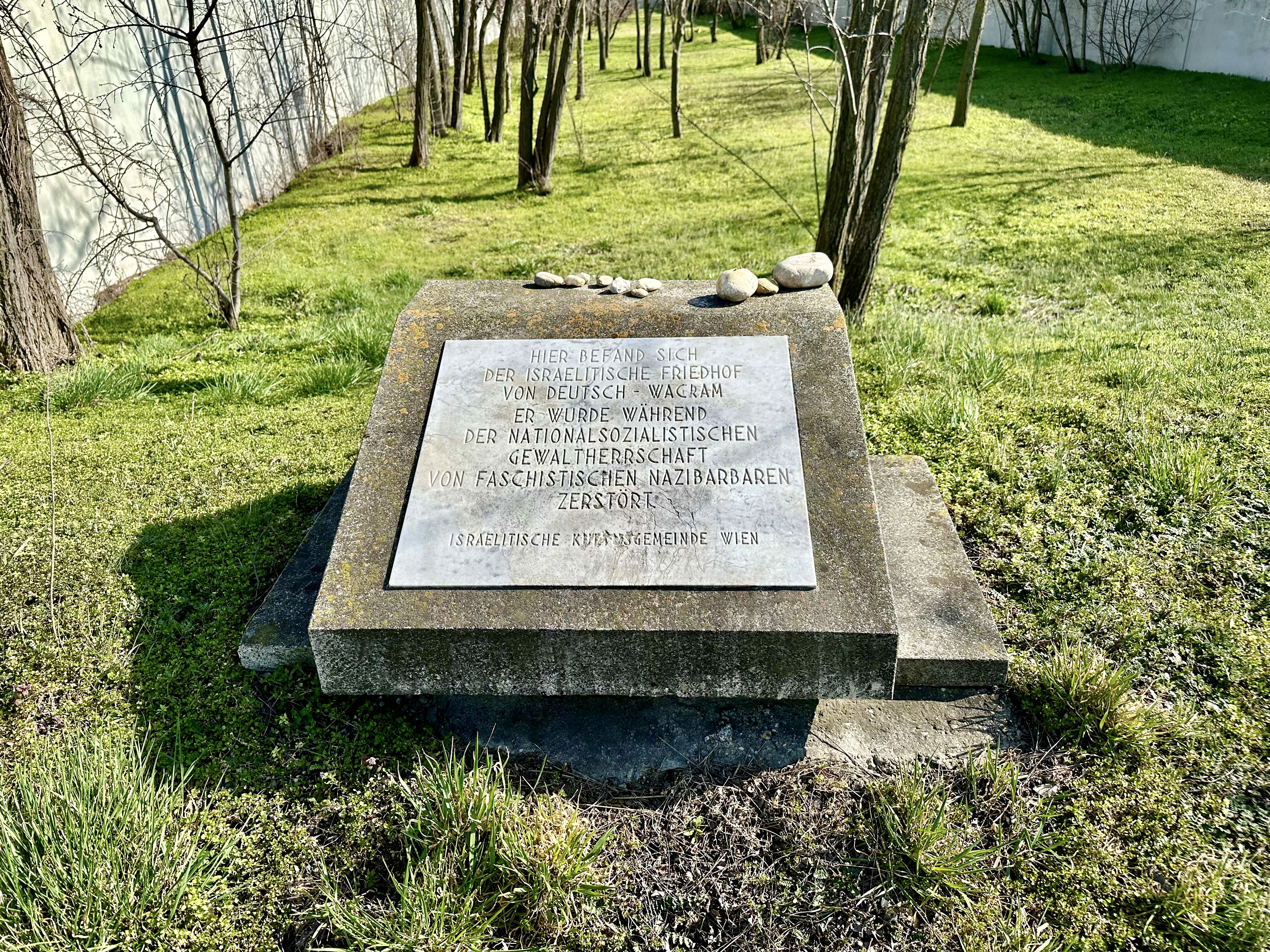
Gedenkstein

Der Jüdische Friedhof Deutsch-Wagram befindet sich in der Stadtgemeinde Deutsch-Wagram im Bezirk Gänserndorf in Niederösterreich. Das 1838 m² große Areal liegt an der Fabrikstraße zwischen dem nördlich gelegenen Tulpenweg und der südlich gelegenen Ahorngasse und ist an drei Seiten vom Betriebsgebiet der Firma Glock umgeben (Betonmauer). Er wurde seit den 1870er Jahren bis Anfang des 20. Jahrhunderts belegt.
Während der NS-Zeit wurde der jüdische Friedhof zerstört und von den Nationalsozialisten enteignet. Er diente der Deutschen Reichsbahn als Betriebsgelände. Grabsteine sind nicht erhalten. Nur ein Gedenkstein auf einem kleinen Hügel beim Eingang (Gittertor) erinnert an die hier bestatteten Toten.

## Geschichte des jüdischen Friedhofs
Anfang der 1870er Jahre kaufte der in Deutsch-Wagram ansässige jüdische Jakob Grünwald ein Feld in der heutigen Fabrikstraße und ließ darauf einen Friedhof errichten, um die verstorbenen Juden im Ort begraben zu können. Der Friedhof umfasste rund 80 Gräber, bis ihn die Behörden aus sanitären Gründen schließen lassen mussten, vermutlich Ende 1909. Ein mit „David Steiner“ unterzeichneter Leserbrief in der von Joseph Samuel Bloch herausgegebenen Österreichischen Wochenschrift. Centralorgan für die gesammten Interessen des Judenthums schrieb, dass sich niemand um die Pflege des Friedhofs kümmere. Dem widersprach Emanuel Grünwald in der folgenden Ausgabe der Österreichischen Wochenschrift: Die von David Steiner geäußerte Sorge um einen Verfall der Gräber sei ungerechtfertigt.
Zwei Mal, am 17. Dezember 1915 und am 4. März 1929, stellte die israelitische Kultusgemeinde den Antrag, den Friedhof wieder nutzen zu können. Doch da der Friedhof an drei Seiten an das Betriebsgelände der Ersten Eisenbahnwagonleihanstalt angrenzte, waren die Behörden der Ansicht, dass Trauergäste gefährdet und durch den Arbeitslärm gestört würden, und lehnten den Antrag ab.
Bei der Zerstörung des Jüdischen Friedhofs in Deutsch-Wagram 1938 wurden die Grabsteine in den umliegenden Feldern vergraben und teilweise erst in den 1980er bzw. 1990er Jahren wiedergefunden.